# Anass Zaroury
Anass Zaroury (Malinas, Bélgica, 7 de noviembre de 2000) es un futbolista marroquí. Juega como delantero y su equipo es el Panathinaikos F. C. de la Superliga de Grecia.

## Trayectoria
El 30 de agosto de 2022 fichó por el Burnley F. C. de Inglaterra. Contribuyó con once goles a conseguir el ascenso a la Premier League, categoría en la que jugó seis partidos antes de ser cedido al Hull City A. F. C. el 1 de febrero de 2024. El siguiente mes de agosto se marchó a Francia al ser traspasado al R. C. Lens. En este equipo estuvo una temporada y el 3 de agosto de 2025 fue prestado al Panathinaikos F. C.

## Selección nacional
Fue internacional en categorías inferiores con Bélgica.
El 16 de noviembre de 2022 fue convocado por la selección de Marruecos para participar en el Mundial 2022 tras la lesión de Amine Harit.

### Participaciones en Copas del Mundo
| Mundial      | Sede  | Resultado     | Partidos | Goles |
| ------------ | ----- | ------------- | -------- | ----- |
| Mundial 2022 | Catar | Cuarto puesto | 1        | 0     |

## Clubes
| Club                           | País       | Año           |
| ------------------------------ | ---------- | ------------- |
| Lommel Sportkring              | Bélgica    | 2019-2021     |
| Charleroi S. C.                | Bélgica    | 2021-2022     |
| Lommel Sportkring (préstamo)   | Bélgica    | 2021          |
| Burnley F. C.                  | Inglaterra | 2022-2024     |
| Hull City A. F. C. (préstamo)  | Inglaterra | 2024          |
| R. C. Lens                     | Francia    | 2024-presente |
| Panathinaikos F. C. (préstamo) | Grecia     | 2025-presente |

## Vida privada
Sus padres son originarios de la ciudad marroquí de Oujda.